# Фиало
Фиало — персонаж греческой мифологии из аркадского цикла, возлюбленная Геракла и мать Эхмагора.

## В мифологии
Античные авторы называют Фиало дочерью Алкимедонта, жившего в пещере на горе Остракина (Устричная) недалеко от Мантинеи в Аркадии. Эту девушку сделал своей возлюбленной Геракл. Когда Фиало родила сына, отец связал её и бросил вместе с ребёнком в горах, чтобы она погибла. Однако сорока начала подражать детскому плачу, и её услышал Геракл; решив, что это и в самом деле ребёнок, он пошёл на звук, нашёл Фиало и развязал её. В историческую эпоху жители Аркадии показывали путникам место, где это произошло. Близлежащий источник назывался Кисса (Сорока).
Сын Фиало получил имя Эхмагор.